# Théogène François Page
Théogène François Page (Vitry-le-François, 31 marzo 1807 – Parigi, 2 febbraio 1867) è stato un ammiraglio francese. Fu governatore militare dell'Indocina francese tra il 1859 e il 1861 e autore di numerosi manuali tecnici e racconti marittimi.

## Biografia
Figlio di un albergatore, Théogène François Page nacque nel 1807 a Vitry-le-François e studiò all'École Polytechnique, uscendone nel 1827 per arruolarsi subito nella marina militare francese. Partecipò all'invasione di Algeri del 1830 e si distinse, nel 1838, durante la prima invasione francese del Messico. Nel 1842, al comando della fregata La Favorite, compì un viaggio in Oman, lasciando in un suo manoscritto una descrizione della città di Mascate; in seguito fu nominato commissario del governo francese nelle Isole della Società.
Il 19 ottobre 1859, Page successe a Rigault de Genouilly nel ruolo di governatore militare dell'Indocina francese; gli fu data istruzione di concludere un trattato con l'imperatore vietnamita Tự Đức, ma la tattica dilatoria di quest'ultimo portò in breve alla ripresa delle operazioni belliche. Le vicissitudini belliche della seconda guerra dell'oppio in Cina lo costrinse alla fine a ordinare l'abbandono di Tourane il 23 marzo 1860. Lasciato il comando ad interim al capitano di fregata Jean-Bernard Jauréguiberry, Page si mise a disposizione dell'ammiraglio Léonard Charner, che stava mettendo a punto a Canton la spedizione militare destinata alla guerra contro l'imperatore Xianfeng; firmata la pace con quest'ultimo, fece parte della squadra che si radunò il 7 febbraio 1861 nelle acque di Saigon sotto il comando di Charner e che permise la ripresa dell'offensiva francese. Con una squadriglia navale si rese in seguito protagonista della conquista di Mỹ Tho il 12 aprile.
Rientrato in Francia nell'estate del 1861, Théogène François Page si dedicò alla stesura di manuali tecnici e racconti marittimi. Morì ad Auteuil, nei pressi di Parigi, il 2 febbraio 1867.